# Licania incana
Espèce
Classification APG III (2009)
Statut de conservation UICN

 LC  : Préoccupation mineure
Synonymes
- Chrysobalanus incanus (Aubl.) M. Gómez
- Licania crassifolia Benth.
- Licania leptostachya var. crassifolia (Benth.) Benoist[1]

Selon GBIF (05/03/2022)
- Chrysobalanus incanus (Aubl.) M.Gómez
- Hedycrea incana (Aubl.) J.F.Gmel.
- Licania crassifolia Benth.
- Licania leptostachya var. crassifolia (Benth.) Benoist

Licania incana est une espèce de plantes à fleurs de la famille des Chrysobalanaceae. C'est un arbuste ou un petit arbre présent dans les régions tropicales d'Amérique du Sud. C'est l'espèce type du genre Licania Aubl..
Le nom vernaculaire Kali'na ancien Caligni est vraisemblablement à l'origine du nom du genre Licania Aubl..
On le connaît sous les noms de Caligni, Caligni blanc en Guyane, de Hicaquito, Icaquito au Venezuela, de Citicica, Ajuru au Brésil, et de Marishiballi, Unikiakia au Guyana, Koko (Nenge tongo).
Au Suriname, on l'appelle Lengie Barkie, Sabanna ingie barkie, Anaura, Hegron amaura Kuepilan (Sranan tongo), Baoko, Bosoko, Tjuwa basoko (Saramaka), Onitjatja, Onikhiakhia, Onikhia (Arawak), Kuepirian  (Karib), ou Kwepilan, Marishiballi, Oenikiakia, Sabana foengoe.

## Description
Licania incana est un arbuste ou rarement un petit arbre, aux jeunes rameaux lenticellés, tomentelleux à pubérulents jaunâtres, devenant rapidement glabres, et avec l'insertion racinaire indistincte.  
Le bois est de couleur brun rose, dur et très lourd (densité : 0,85 à 1,20). Les vaisseaux sont de diamètre inférieur à 150 µm, plus ou moins bien disséminés (2 à 6 par mm2), ne formant pas cependant d'amas distincts. Les thylles sont rares à abondants.
Les stipules sont linéaires, longues jusqu'à 2 mm, persistantes, pubescentes, adnées à l'extrême base du pétiole ou axillaires.
Le pétiole est long de 2 à 5 mm, cylindrique, non glanduleux, tomentelleux à l'état juvénile.
Le limbe mesurant 2,5-8,5 x l0,3-4(-5,5) cm, est épais-coriace, de forme oblongue à ovale-elliptique ou lancéolée, à apex aigu à acuminé (acumen généralement émoussé atteignant 10 mm de long), à base généralement arrondi (rarement subcunée), glabres sur le dessus, densément vélutineux-arachnoïde brun grisâtre en dessous (pilosité se détachant facilement).
La nervure médiane est glabre, et plane ou légèrement impressionnée sur le dessus.
Les 7-9 paires de nervures secondaires sont planes, indistinctement réticulées dessus, légèrement proéminente en dessous.
Les inflorescences sont des épis longs de 4 à 12 cm, tomenteux brun-jaunâtre, terminaux solitaires ou par paires à l'aisselle des feuilles, parfois disposés en grandes inflorescences terminales, ou légèrement ramifiés.
Les rachis est tomenteux quand il est jeune.
Les bractées et bractéoles sont de forme ovale à lancéolée, longues de 1-3 mm, persistantes, tomenteuses à l'extérieur.
Les fleurs sont longues d'environ 2 mm, sessiles, en petits groupes, en petits glomérules, ou solitaires, le long du rachis, sur des pédicelles longs de moins de 0,5 mm.
Le réceptacle est subglobuleux, campanulé, tomenteux brun rougeâtre sur les deux faces.
Les lobes du calice sont aigus, tomenteux à l'extérieur, pubérulents à l'intérieur.
Les pétales sont absents.
On compte 5-7 étamines (5 ou 4 fertiles), glabres, légèrement unilatérales, avec des filets plus courts que les lobes du calice.
L'ovaire est inséré à la base du réceptacle, laineux (couvert de poils courts brun rougeâtre), avec le style tomenteux de même taille que les filets. 
Le fruit est une drupe de couleur brun rougeâtre, pyriforme devenant globuleuse à maturité, d'environ 1,6 cm de diamètre, sillonnée irrégulièrement dans le sens de la longueur lorsqu'elle est immature.
Le stipe est long d'environ 2 mm.
Le péricarpe est fin, dur, fibreux, courtement tomentelleux à l'extérieur, tomenteux-hirsute à l'intérieur,,.

## Répartition
Licania incana est présent du Venezuela au nord du Brésil en passant par le Guyana, le Suriname, et la Guyane.
Licania incana est commun dans la région de Santárem (Pará)

## Écologie
Licania incana pousse dans les savanes, les lisères savanes/forêts, les savanes sur sable blanc du Suriname, et au Venezuela au sommets des bas tepui autour de 100–1 400 m d'altitude.

## Utilisation
Les fruits de Licania incana particulièrement appréciés au Brésil, contiennent une pulpe  blanche, filandreuse, fondante et de saveur douce, comestible crue.

## Protologue

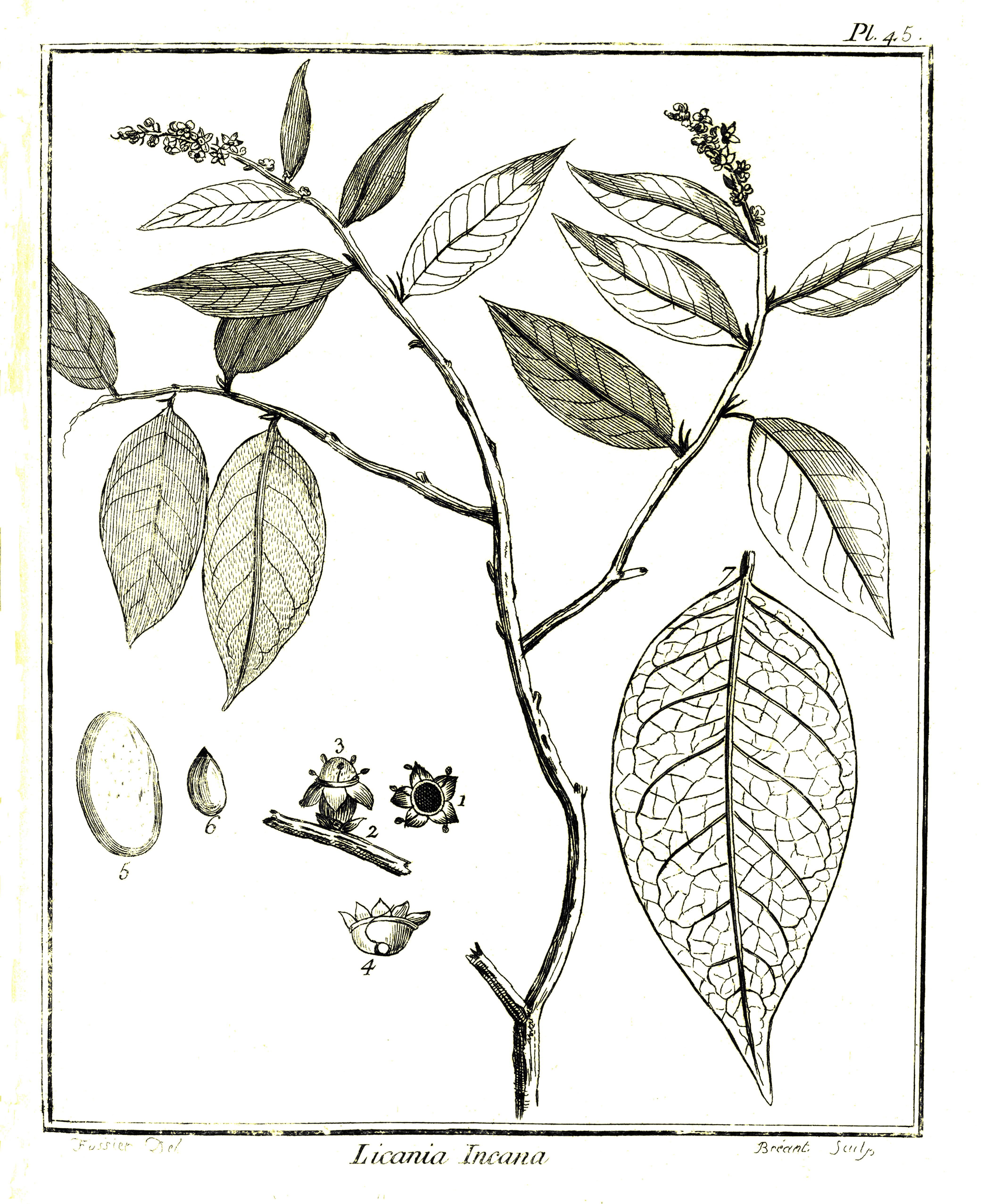
Licania incana par Aublet (1775)
Planche 45.
1. Corolle vue en dedans. Étamines. - 2. Calice. - 3. Corolle vue de côte. Ovaire avance. Étamines. - 4. Corolle ouverte. Ovaire. Style. Stigmate. - 5. Baie. - 6. Amande. - 7. Feuille de grandeur naturelle.

En 1775, le botaniste Aublet propose le protologue suivant : 

« LICANIA incana. (Tabula 206.)
Arbor trunco quatuor vel quinque-pedali, ad apicem ramos plurimos emittente. Folia alterna, ſubſeſſilia, ovata, acuminata, integerrima, fupernè virentia, ſubtùs incana, ſtipulata; stipulis oblongis, anguſtis, acutis. Flores ſeſſiles, ſpicati ; spicis axillaribus, & terminalibus. Corollæ albæ. Drupa Candida, punctis rubris notata, edulis.
Lignum olei rancidi odorem exhalat.
Florebat Auguſto: fructum ferebat Octobri.
Nomcn Caribæum CALIGNI.
Habitat ſupra montem Serpent dictum, & in ſylvis deſertis.

LE CALIGNI blanc. (Planches 45.)
Cet arbre eſt d'une moyenne grandeur. Son tronc s'élève a trois ou quatre pieds, ſur cinq à ſix pouces & diamètre. Son écorce eſt cendrée : c'eſt une membrane fort mince, qui tombe par lambeau, & ſe renouvelle chaque année. Il en eſt de même de l'écorce des groſſes branches. Son bois eſt dur, blanchâtre; & quand on le ſcie, il exhale une odeur d'huile rance. Ce tronc pouffe à ſon ſommet, des branches chargées de rameaux qui s'étendent & ſe répandent en tous ſens. Les extrémités des branches & des rameaux ſont garnies de feuilles alternes, liſſes, & vertes en deſſus, couvertes en deſſous d'un duvet fort blanc : elles ſont ovales, terminées par une pointe. Leur pédicule eſt court, accompagne à ſa naiſſance de deux stipules oppoſées. 
On a repréſenté une feuille de grandeur naturelle. 
Les fleurs naiſſent en épis, à l'extrémité des branches & des rameaux. Elles ſont blanchâtres, diſpoſées les unes près des autres, & ſeſſiles. 
Le calice eſt forme par deux écailles oppoſées. 
La corolle eſt d'une ſeule pièce, évaſée en forme de coupe, a cinq petites dentelures. Elle eſt emboëtée entre deux petites écailles oppoſées. 
Les étamines ſont au nombre de cinq, rangées à l'oppoſé des divisions du calice, ſur un cordon qui règne tout autour de ſon orifice. 
Leur filet eſt très court. L'anthère eſt a deux bourſes. 
Le piſtil eſt un ovaire arrondi, hériſſé de poils blancs. Il eſt ſurmonté d'un style courbe, termine par un stigmate obtus. 
L'ovaire devient une baie de la groſſeur d'une forte olive : celle-ci eſt blanche, & pointillée de rouge extérieurement ; ſa chair intérieure eſt blanche, filandreuſe, fondante, d'un goût douceâtre. Elle renferme un noyau qui contient une amande a deux cotylédons. Le noyau eſt dur & oſſeux, & ſe détache difficilement des filamens de la chair de ( ce fruit, dont pluſieurs lui reſtent toujours adhérens.
Cet arbre eſt appelle CALIGNI par les Galibis.
Je l'ai trouvé en fleur dans le mois d'Août ſur la montagne Serpent, & enſuite en fruit dans le mois d'Octobre & de Novembre, ſur les bords de la rivière de Sinémari, à cinquante lieues au deſſus de ſon embouchure.
La baie de cet arbre eſt fort recherchée par les Galibis. Ils en ſucent avec plaiſir la ſubſtance pulpeuſe.
La baie eſt repréſentée de grandeur naturelle. On a groſſi conſidérablement les parties de la fleur qui eſt très petite. »

— Fusée-Aublet, 1775.